# The Waterboys
The Waterboys är en skotsk musikgrupp som egentligen bara har en fast medlem; Mike Scott, som tidigare var medlem i bandet Another Pretty Face. Flera andra medlemmar har på olika sätt satt sin musikaliska prägel på olika skivor, bland andra saxofonisten Anthony Thistlethwaite, violinsten Steve Wickham, keyboardisten Karl Wallinger samt organisten Richard Naiff.
Waterboys och Mike Scott har haft en växlande musikalisk inriktning. De tre första skivorna präglades av pampig, episk rockmusik, inspirerat bland annat Bruce Springsteen och Bob Dylan. Tredje skivan This Is The Sea förde gruppen nära ett stort kommersiellt genombrott, men istället för att fortsätta den inriktningen flyttade Waterboys till Irland och både Fisherman's Blues och Room To Roam var starkt präglade av irländsk folkmusik. Mike Scott tröttnade dock på Irland, flyttade till USA, bytte ut samtliga bandmedlemmar och släppte Dream Harder med högljudd rock.
Waterboys låg sedan i träda fram till år 2000. Mike Scott släppte ett par skivor i eget namn under denna period. Under 2000-talet har Waterboys skivor växlat mellan avskalad kyrklik musik till rock med inslag av samplingar och hiphop-trummor. Samtidigt har man återutgivit de gamla skivorna, nu remastrade och med flertal extraspår.

## Diskografi

### Studioalbum
- 1983: The Waterboys
- 1984: A Pagan Place
- 1985: This Is the Sea
- 1988: Fisherman's Blues
- 1990: Room to Roam
- 1993: Dream Harder
- 2000: A Rock in the Weary Land
- 2003: Universal Hall
- 2007: Book Of Lightening
- 2011: An Appointment with Mr. Yeats
- 2015: Modern Blues
- 2017: Out of All This Blue
- 2019: Where the Action Is
- 2020: Good Luck, Seeker
- 2022: All Souls Hill

### Samlingsalbum/Livealbum
- 1991: The Best of the Waterboys: 1981-1990
- 1994: The Secret Life of the Waterboys 81-85
- 1998: Live Adventures of the Waterboys
- 1998: The Whole of the Moon: The Music of the Waterboys & Mike Scott
- 2000: Pagan Place/This Is the Sea/Fisherman's Blues
- 2002: Too Close to Heaven
- 2002: The Fisherman's Blues, Pt. 2 (USA-utgåva av Too Close to Heaven)
- 2002: This Is the Sea/Fisherman's Blues
- 2003: The Essential
- 2003: Fisherman's Blues/Roam to Roam
- 2006: Karma To Burn
- 2006: Platinum Collection
- 2007: The Best of the Waterboys
- 2007: A Rock in the Weary Land/Too Close to Heaven
- 2011: In a Special Place
- 2011: This Is the Sea/Fisherman's Blues
- 2013: Fisherman's Box

### Singlar och EP
Singlar med Another Pretty Face
- 1979: "All the Boys Love Carrie" / "That's Not Enough"
- 1980: "Whatever Happened to the West?" / "Goodbye 1970s"
- 1980: "Only Heroes Live Forever" / "Heaven Gets Closer Everyday"
- 1981: "Soul to Soul" / "A Woman's Place" / "God On The Screen"

Singlar och EP med The Waterboys
- 1983: A Girl Called Johnny (EP)
- 1983: "December" / "The Three Day Man" / "Red Army ★ Blues"
- 1984: "The Big Music" / "Bury My Heart" / "The Earth Only Endures"
- 1984: "Church Not Made With Hands" / "Bury My Heart"
- 1984: "All the Things She Gave Me" / "The Big Music"
- 1985: The Whole of the Moon (EP)
- 1985: "Don't Bang The Drum" / "The Ways Of Men"
- 1985: "A Pagan Place" / "The Thrill Is Gone"
- 1986:  "Medicine Bow" / "Don't Bang The Drum"
- 1988: "Fisherman's Blues" / "Lost Highway"
- 1989: "And a Bang on the Ear" / "The Raggle Taggle Gypsy"
- 1990: "How Long Will I Love You" / "When Will We Be Married" / "Come Live With Me"
- 1990: "A Man Is In Love" / "Something That Is Gone"
- 1991: "Fisherman's Blues" / "Lost Highway" (nyutgivning)
- 1991: "Whole of the Moon" / "A Golden Age"
- 1993: Glastonbury Song (EP)
- 1993: The Return Of Pan (EP)
- 2000: "My Love Is My Rock In The Weary Land" / "Lucky Day / Bad Advice" / "Time, Space And The Bride's Bed"
- 2001: Is She Conscious? E.P. (EP)
- 2001: "We Are Jonah (Single Mix)" / "Martin Decent" / "Send Him Down To Waco"
- 2003: "This Light Is for the World" / "Winter Blows" / "Independece Day"
- 2007: "Everybody Takes a Tumble (Single Version)" / "Killing My Heart (Live)" / "All Things Must Pass (Live)"
- 2012: "Politics" / "The Travelling Man & The Tree" / "Down By The Salley Garden"
- 2014: "Beautiful Now"